# Ayas
AYAS — рок-группа из Армении. Жанр группы определён как ориентал-метал.

## История
Группа была образована в 1987 году в Ереване выпускником Московской и Ереванской консерваторий Артуром Митиняном. Группа привлекла внимание экспертов интересным сочетанием тяжёлого рока и армянской духовной музыки. В 1988 году вышел их дебютный альбом «Yerkinq u Yerkir». Результатом их усилий на первом году творчества был настолько впечатляющим, что они, наряду с Asparez — другой популярной армянской группой, в 1988 году были внесены в десятку лучших рок-групп из СССР по версиям популярных в ГДР журналов «Melodie und Rhythmus» и «Neues Leben». В 1991 году группа должна была выступить на одном концерте совместно с Megadeth, однако вокалист группы Артур Арескин по религиозным причинам покинул группу, и выступление так и не состоялось. В 1995 году, после выпуска альбома «Gaush Urvan», Артур Митинян уехал в Москву, где занимался сольной карьерой. Он стал автором первого в мире рок-балета «Битлз навсегда», и руководителем лейбла «ARM-records». Митинян вернулся в Армению в 2007 году, и во время интервью заявил, что он намерен восстановить деятельность группы. 18 апреля 2008 «Ayas» официально объявили о воссоединении во время их участия на фестивале Metal Attack в Ереване. Летом 2010 году группа выступила с филармоническим оркестром Армении. Запись концерта выпустили на DVD.

## Музыканты

### Текущий состав
- Артур Митинян — вокал, клавишные
- Давид Нерсисян — гитары
- Тигран Атанесян — бас
- Дереник Вардумян — ударные

### Для живых выступлений
- Асмик Закарян — бэк-вокал
- Алина Авакян — бэк-вокал

### Бывшие участники
- Артур Арескин — вокал
- Армен Егиазарян — бас
- Сергей Аванесов — ударные
- Григорий Прибыльский — гитары
- Гурген Тагворян — гитары
- Григорий Авагян — ударные
- Владимир Погосян — ударные
- Самвел Маилян — гитары
- Тигран Пилипосян — ударные
- Артур Согоян — гитары
- Армен Карапетян — гитары
- Самвел Манвелян — ударные
- Джон Карагёзян — бас
- Арег Назарян — бас
- Сейран Малерян — ударные
- Арутюн Кешишян — ударные
- Оганес Кулоглян — гитары
- Овак Алавердян — гитары
- Армен Петросян — ударные
- Корюн Бобикян — ударные

## Дискография
- 1991 - «The Cruel Fate»
- 1988 - «Երկինք և Երկիր» («Yerkinq u Yerkir»)